# Interstate H-1
L'Interstate H-1 (H-1) est l'autoroute la plus longue et la plus fréquentée d'Hawaï, dans l'île d'Oahu. Malgré son numéro, elle est d'orientation ouest–est : les interstates de la série "H" (pour Hawaï) sont numérotées en suivant leur ordre de construction. La H-1 débute à la Route 93 (Farrington Highway) à Kapolei et se rend jusqu'à la Route 72 (Kalanianaole Highway) à Kāhala. À l'est de Middle Street à Honolulu, la H-1 est aussi connue comme la Lunalilo Freeway, d'après l'ancien roi d'Hawaï. À l'ouest de Middle Street, la H-1 est connue comme la Queen Liliʻuokalani Freeway, d'après l'ancienne reine d'Hawaï. Il s'agit à la fois de l'interstate la plus à l'ouest et la plus au sud des États-Unis.

## Description du tracé

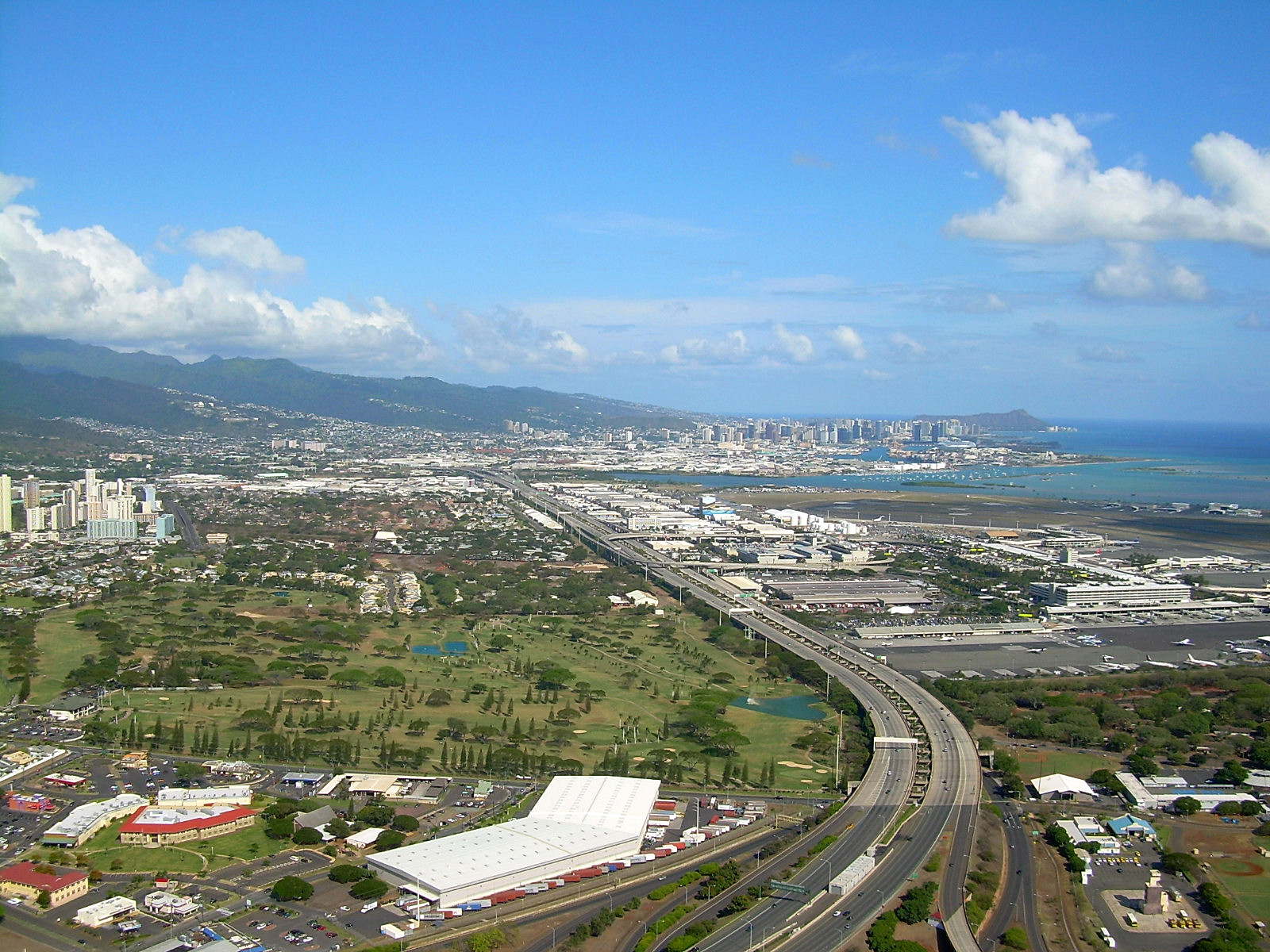
Vue aérienne de la H- vers l'est depuis l'Aéroport international Daniel K. Inouye.

La H-1 débute près du parc industriel Campbell dans la ville de Kapolei. À l'ouest de ce point, la Route 93 (Farrington Highway) continue vers Waianae. L'autoroute continue vers l'est en passant par la communauté de Makakilo jusqu'à ce qu'elle atteigne la Route 750 (au nord de Kunia Camp) et la Route 76 (au sud d'Ewa Beach).
La H-1 continue alors au nord de Waipahu jusqu'à la jonction avec la H-2. Elle passe alors par les villes de Pearl City et d'Aiea pour environ cinq miles (8,0 km) jusqu'à l'échangeur Halawa, où elle rencontre la H-3 et la H-201. L'autoroute bifurque vers le sud sur deux miles (3,2 km), puis vers l'est peu après la sortie pour la Hickam Air Force Base et Pearl Harbor. À cet endroit, l'autoroute passe au nord de l'Aéroport international Daniel K. Inouye.

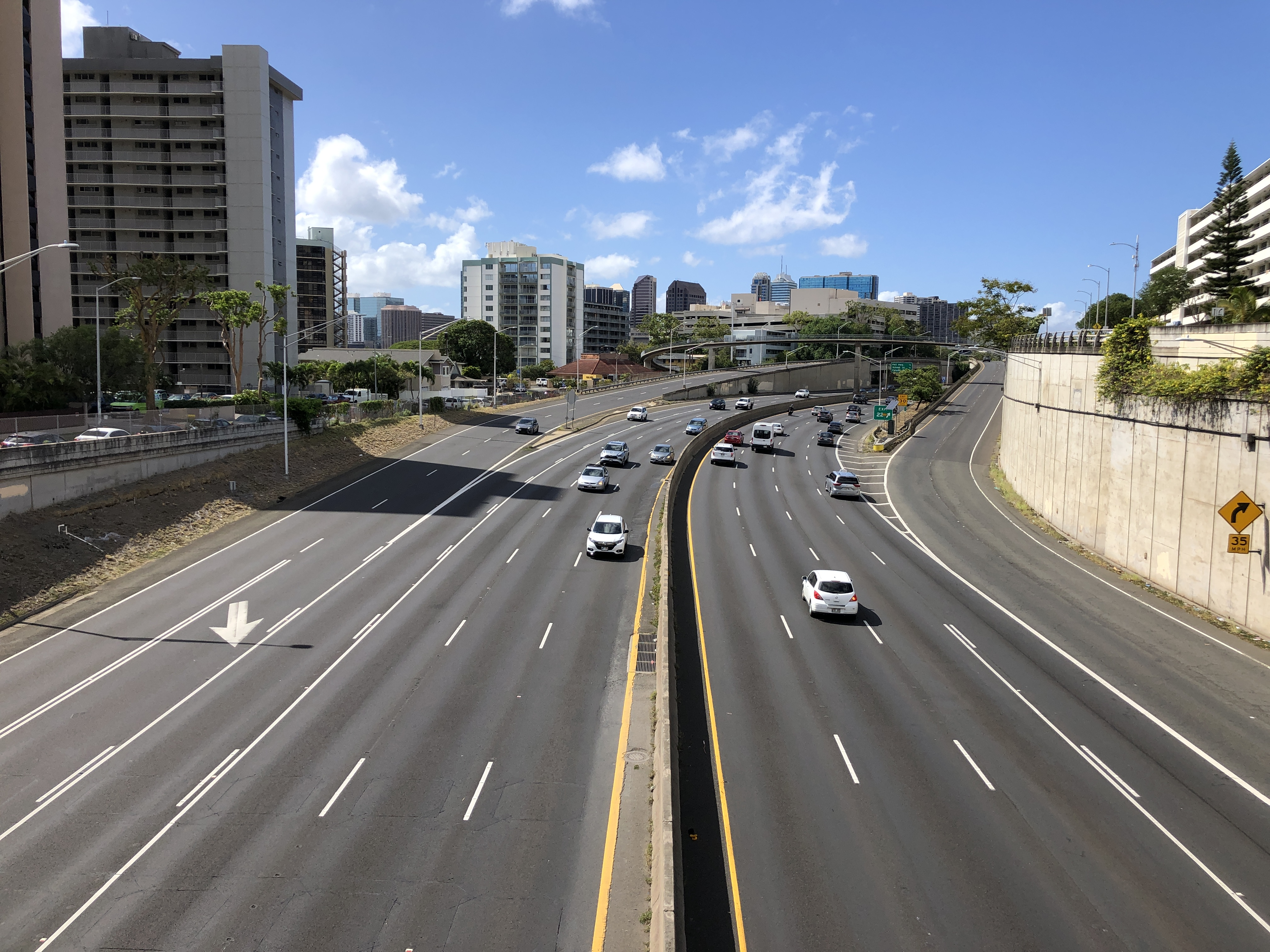
H-1 ouest depuis Ward Avenue près du centre-ville d'Honolulu.

Deux miles après l'aéroport, l'autoroute croise la Nimitz Highway vers Waikiki. Elle marque ensuite un virage serré vers le sud et croise le terminus est de la H-201. À partir de là, la H-1 passe par le centre-ville d'Honolulu. Elle y rencontre quelques voies locales avant de se terminer dans le district de Kāhala. À cet endroit, la route se continue vers l'est comme Route 72.

## Liste des sorties
| Interstate H-1    |              |       |       |        | |                                                                        |
| Comté             | Municipalité | mi    | km    | Sortie | Intersections / Destinations                                                                           | Notes                                                                  |
| Honolulu          | Kapolei      | 0,00  | 0,00  |        | Route 93 (en) ouest (Farrington Highway)                                                               | Continue au-delà du terminus ouest                                     |
| Honolulu          | Kapolei      | 0,00  | 0,00  | 1A     | Kalaeloa Boulevard – Aéroport de Kalaeloa, Barbers Point Harbor, Parc industriel Campbell              | Indiqué sortie 1 en direction ouest                                    |
| Honolulu          | Kapolei      | 1,12  | 1,80  | 1B     | Wakea Street – Makakilo, Kapolei, Kalaeloa                                                             | Pas d'entrée en direction ouest; indiqué sortie 1D en direction ouest  |
| Honolulu          | Kapolei      |       |       | 1E     | Route 93 (en) ouest (Farrington Highway) – Wet'n'Wild Hawaii                                           | Sortie direction ouest seulement                                       |
| Honolulu          | Kapolei      | 2,21  | 3,56  | 2      | Makakilo Drive – Aéroport de Kalaeloa                                                                  | Pas de sortie en direction est                                         |
| Honolulu          | Kapolei      |       |       | 3      | Route 8930 (en) sud (Kualakai Parkway) – Kapolei, Ewa, Université d'Hawaï – Campus de West Oʻahu       |                                                                        |
| Honolulu          | Waipahu      | 6,49  | 10,44 | 5      | Route 750 (en) nord / Route 76 (en) sud – Kunia, Waipahu, Ewa                                          | Indiqué sortie 5A (sud) et 5B (nord) en direction ouest                |
| Honolulu          | Waipahu      | 8,20  | 13,20 | 6      | Waikele, Waipahu                                                                                       |                                                                        |
| Honolulu          | Waipahu      | 9,40  | 15,13 | 8A     | Route 7101 (en) ouest (Farrington Highway) – Waipahu                                                   | Pas d'entrée en direction ouest                                        |
| Honolulu          | Waipahu      |       |       | 8A     | Route 99 (en) est (Kamehameha Highway) – Pearl City                                                    | Sortie direction est, entrée direction ouest                           |
| Honolulu          | Waipahu      | 9,74  | 15,68 | 8B     | H-2 nord – Mililani, Wahiawa, North Shore                                                              | Indication direction est; indiqué sortie 8A en direction ouest         |
| Honolulu          | Waipahu      |       |       | 8B     | Route 7101 (en) ouest (Farrington Highway) / Route 99 (en) nord (Kamehameha Highway) – Waipahu, Waipio | Indication direction ouest                                             |
| Honolulu          | Waipahu      |       |       | 8C     | Route 99 (en) nord (Kamehameha Highway) – Waipio                                                       | Pas d'entrée en direction ouest                                        |
| Honolulu          | Waimalu      | 11,62 | 18,70 | 10     | Waimalu, Pearlridge, Pearl City                                                                        |                                                                        |
| Honolulu          | Aiea         | 14,20 | 22,85 | 13A    | H-201 ouest – Aiea, Pearlridge                                                                         | Pas d'entrée direction ouest                                           |
| Honolulu          | Aiea         |       |       | 13A    | H-3 est vers H-201 est – Kaneohe, Moanalua                                                             | Terminus ouest de la H-3                                               |
| Honolulu          | Halawa       | 14,61 | 23,51 | 13B    | Halawa Heights, Stade                                                                                  | Pas de sortie en direction ouest                                       |
| Honolulu          | Honolulu     | 16,65 | 26,80 | 15A    | Route 99 (en) ouest (Kamehameha Highway) – Arizona Memorial, Aloha Stadium                             | Sortie direction ouest, entrée direction est                           |
| Honolulu          | Honolulu     | 16,85 | 27,12 | 15B    | Route 92 (en) (Nimitz Highway) – Joint Base Pearl Harbor-Hickam                                        | Indiqué sortie 15 en direction est                                     |
| Honolulu          | Honolulu     | 17,77 | 28,60 | 16     | Aéroport                                                                                               |                                                                        |
| Honolulu          | Honolulu     |       |       | 16     | Aoele Street, Paiea Street                                                                             | Pas de sortie en direction ouest                                       |
| Honolulu          | Honolulu     | 19,12 | 30,77 | 18A    | Route 92 (en) (Nimitz Highway) – Waikiki                                                               | Indiqué sortie 18 en direction ouest                                   |
| Honolulu          | Honolulu     | 19,34 | 31,12 | 18B    | Middle Street, Dillingham Boulevard                                                                    | Sortie direction est, entrée direction ouest                           |
| Honolulu          | Honolulu     | 20,36 | 32,77 | 19A    | Middle Street                                                                                          | Sortie direction ouest seulement                                       |
| Honolulu          | Honolulu     | 20,36 | 32,77 | 19B    | H-201 ouest – Fort Shafter, Aiea                                                                       | Sortie direction ouest, entrée direction est; terminus est de la H-201 |
| Honolulu          | Honolulu     | 20,56 | 33,09 | 20A    | Route 63 (en) (Likelike Highway) – Musée Bishop                                                        |                                                                        |
| Honolulu          | Honolulu     |       |       | 20B    | Houghtailing Street                                                                                    | Sortie direction ouest, entrée direction est                           |
| Honolulu          | Honolulu     | 20,80 | 33,47 | 20B    | Route 98 (en) est (Vineyard Boulevard) – Chinatown                                                     | Sortie direction est, entrée direction ouest                           |
| Honolulu          | Honolulu     | 21,35 | 34,36 | 20C    | Palama Street                                                                                          | Sortie direction ouest seulement                                       |
| Honolulu          | Honolulu     | 22,31 | 35,90 | 21A    | School Street – Chinatown                                                                              | Sortie direction ouest, entrée direction est                           |
| Honolulu          | Honolulu     |       |       | 21A    | Route 61 (en) (Pali Highway)                                                                           | Indiqué sortie 21B en direction ouest                                  |
| Honolulu          | Honolulu     | 22,77 | 36,64 | 21B    | Punchbowl Street                                                                                       | Sortie direction est, entrée direction ouest                           |
| Honolulu          | Honolulu     |       |       | 22     | Route 98 (en) est (Vineyard Boulevard)                                                                 | Sortie direction ouest, entrée direction est                           |
| Honolulu          | Honolulu     | 23,10 | 37,18 | 22     | Kinau Street – Waikiki                                                                                 | Sortie et entrée en direction est                                      |
| Honolulu          | Honolulu     |       |       | 23     | Lunalilo Street                                                                                        | Pas de sortie en direction est                                         |
| Honolulu          | Honolulu     | 24,06 | 38,72 | 23     | Punahou Street – Manoa, Waikiki                                                                        | Sortie direction est, entrée direction ouest                           |
| Honolulu          | Honolulu     | 25,07 | 40,35 | 24A    | Bingham Street                                                                                         | Sortie direction est, entrée direction ouest                           |
| Honolulu          | Honolulu     |       |       | 24A    | Wilder Avenue                                                                                          | Sortie direction ouest seulement                                       |
| Honolulu          | Honolulu     | 25,30 | 40,72 | 24B    | University Avenue – Université d'Hawaï à Manoa                                                         |                                                                        |
| Honolulu          | Honolulu     | 25,62 | 41,23 | 25A    | King Street – Waikiki, Zoo d'Honolulu                                                                  |                                                                        |
| Honolulu          | Honolulu     |       |       | 25B    | Kapiolani Boulevard – Waikiki                                                                          | Sortie direction ouest, entrée direction est                           |
| Honolulu          | Honolulu     | 26,10 | 42,00 | 25B    | 6th Avenue – Kaimuki                                                                                   | Sortie direction est, entrée direction ouest                           |
| Honolulu          | Honolulu     | 26,83 | 43,18 | 26A    | Koko Head Avenue – Kaimuki                                                                             | Sortie direction est, entrée direction ouest                           |
| Honolulu          | Honolulu     | 27,53 | 44,31 | 26B    | Waialae Avenue – Waialae, Kahala                                                                       | Indiqué sortie 26 en direction ouest                                   |
| Honolulu          | Honolulu     | 28,16 | 45,32 | 27     | Kilauea Avenue – Waialae, Kahala                                                                       | Sortie direction ouest, entrée direction est                           |
| Honolulu          | Honolulu     |       |       |        | Route 72 (en) est (Kalanianaole Highway) / Waikui Street est / Ainakoa Avenue nord                     | Intersection à niveau; la route continue comme Route 72                |
| - Accès incomplet |              |       |       |        | |                                                                        |